# Pays D'Aix Football Club
Il Pays D'Aix Football Club è una società calcistica di Aix-en-Provence, Francia. Milita nella Départemental 2, nona divisione del sistema calcistico francese, seconda fra le divisioni distrettuali.
Fondata nel 1941 con il nome Association Sportive Axoise da Germain Reynier, a livello nazionale il miglior risultato ottenuto dal club è la partecipazione alla massima serie nella stagione 1967-1968

## Storia
L'AS Aixoise è stata fondata il 19 giugno 1941, dalla fusione tra Union Sportive Aixoise e Football Club Aixois. Primo presidente sarà Germain Reynier.
Nelle prime stagioni della sua storia e fino al 1953, la squadra gioca nella Division d'Honneur. Quell'anno l'ASA ottiene la licenza professionale (la manterrà fino al 1974).
Fino al 1967 la squadra provenzale giocherà ininterrottamente in seconda divisione. Nella stagione 1966-67 arriva la storica promozione nella massima serie, la Division 1, in seguito a degli spareggi contro Nîmes e Tolosa.
La permanenza nella prima divisione dura un solo anno; a causa del piazzamento all'ultimo posto, la squadra retrocede. Rimarrà nella seconda divisione fino al 1972, prima di scendere ulteriormente di categoria ed abbandonare lo status professionistico.
Tra il 1972 ed il 1991 la squadra alterna presenze in terza divisione ed in quarta divisione.
In seguito a problemi finanziari occorsi al termine della stagione 1991-92, la squadra viene declassata nelle serie regionali, precisamente nella Promotion d'Honneur, dove rimane per 13 anni consecutivi.
Nel 2003-04 vince il campionato di Promotion d'Honneur e la stagione successiva si impone nella Division d'Honneur Régionale. Dalla stagione 2005-06 milita in Division d'Honneur.

## Palmarès

### Competizioni regionali
- 2 Division d'Honneur: 1943, 1944
- 1 Division d'Honneur Régionale: 2005
- 6 Coppe di Provenza: 1947, 1953, 1975, 1977, 1988, 1994

### Altri piazzamenti
- Coppa di Lega francese:

Semifinalista: 1963-1964
- Coppa Charles Drago:

Semifinalista: 1963
- Campionato francese di seconda divisione:

Terzo posto: 1970-1971 (girone C)